# 卡尼亞薩斯
卡尼亞薩斯（西班牙語：Cañazas），是巴拿馬的城鎮，位於該國中西部，由貝拉瓜斯省的卡尼亞薩斯區負責管轄，面積89.3平方公里，2010年人口4,836，人口密度每平方公里54.2人。